# ロングホーク
ロングホークは日本の競走馬。おもな勝ち鞍はスプリングステークス・阪神大賞典など。同期にはカブラヤオーとエリモジョージがいる。
- 馬齢については原則旧表記（数え）とする。

## 戦績
中央競馬で競走生活を送る。1974年6月30日、札幌開催の新馬戦を5馬身近い差で勝利。次に出走した同地開催の特別戦は凡走したが、函館開催の特別戦を単勝10番人気の低評価を跳ね返し勝利した。当初は厩舎所属の松田幸春が主戦騎手を務めた。重賞2戦を取りこぼしたもののオープン勝ちを加え、3歳シーズンを7戦3勝で終えた。
翌1975年、後方待機策からの脱却を図ったロングホークは、弥生賞で関東の主軸・カブラヤオーと初対決となった。名手武邦彦との新コンビで臨んだが、好位抜け出しを図ったもののカブラヤオーに逃げ切られ2着に終わった。次に出走したスプリングステークスでは柴田政人が騎乗し、第4コーナーで先頭に立つとそのまま押し切り優勝。重賞初制覇となった。
第35回皐月賞は、カブラヤオーとレイクスプリンターとの激しい先行争いにより、予想以上のハイペースとなった。しかし、マーク策は功を奏せず、カブラヤオーに2馬身半差凌がれ2着に敗れた。
その後も、前哨戦では勝利するものの本番は不発に終わるという結果を繰り返した。オープンを勝ったあとに出走したダービーではカブラヤオーはおろか同僚のロングファスト（2着）にも遅れを取る6着、2戦1勝2着1回のあとに出走したカブラヤオー不在の菊花賞ではコクサイプリンスの5着に敗れた。結局、ロングホークのクラシックシーズンは無冠に終わった。
菊花賞後に出走した中京開催の地方競馬招待競走勝利を皮切りに、阪神大賞典（このレースでは久保敏文が騎乗）・日本経済新春杯・大阪杯の3重賞制覇を含む6連勝を記録。その大半が、早めに先頭に立って押し切る積極策での勝利であった。こうして天皇賞（春）では、関西馬の筆頭格として挑戦することとなった。生産者の上山栄蔵が口取りのため京都競馬場に来場するなど期待を受けての出走であったが、福永洋一鞍上の人気薄・エリモジョージの大胆な逃げ戦法にクビ差敗れた。
その後も善戦するもののオープン戦1勝以外は惜敗が続き、ラストランとなった翌年（1977年）秋の天皇賞では大きく崩れブービー（11着）敗退に終わった。

## 引退後
引退後は青森県で種牡馬となったが、馬産地としての勢いを失いつつあった青森で結果を出すことは無理な話で、7年の間に輩出した95頭の産駒のなかでは新春4歳牝馬ステークスを勝ったジュウジレディが目立つ程度だった。
その後、唯一の種牡馬・ベルワイドを失った東京大学農学部付属牧場が、1985年2月26日にロングホークを引き取ることを決定した。ところが、2シーズン目の1986年8月15日に心臓麻痺のために急死、わずか2頭の産駒しか残せずに終わった。

## 血統表
いとこに中央競馬の牝馬二冠馬インターグロリア、甥に日経新春杯、京都記念の勝ち馬マサヒコボーイがいる。